# Louis Duhayon
Louis Duhayon (né le 17 mai 1884 à Saint-Mandé - mort le 16 octobre 1963 à Neuilly-sur-Seine) est un architecte français qui a notamment conçu en 1938 le monument commémoratif de Louis-Gustave Binger situé à l'angle de l'avenue des Bonhommes et de la rue Saint-Lazare à L'Isle-Adam (Val-d'Oise).

## Biographie
Louis Duhayon est le fils d'Eugène François Désiré Duhayon, épicier, et Marie Louise Cousin.
Il est l'associé de Marcel Julien (l'oncle de Suzanne Goyard, épouse de François Goyard, héritier de la Maison Goyard) et de Charles Lefebvre.
Il entre à l’Ecole des Beaux-Arts de Paris après avoir été élève d'Henri Deglane en 1902 puis en sort diplômé en 1907.
Il est inscrit à l'Ordre des architectes en 1943 et fait chevalier de la Légion d'honneur.

## Réalisations
Duhayon dessine, en 1920, le Royal Monceau, l'hôtel Millennium au 12, boulevard Haussmann à Paris, en 1925.
Avec Charles Lefèbvre et Marcel Julien, il crée dans un style Art déco, les Arcades des Champs-Élysées, le Lido, inauguré le 1er octobre 1926, puis l'hôtel Claridge, l'hôtel California, l'hôtel Commodore, l'hôtel Ambassadeur, le Plaza Athénée et l'hôpital intercommunal de Créteil (1936-1938), les immeubles des 13 au 19 de la rue Raynouard à Paris en 1931 avec Marcel Julien, plusieurs immeubles de la rue Oswaldo-Cruz en 1933, ou encore les immeubles du 69, avenue de Suffren dans le 7e arrondissement de Paris.
On lui doit également la Maison moderne au 8-10 rue Gambetta, à Boulogne-Billancourt, l'immeuble Art déco au n°14 de la même rue, en 1934,, ainsi que le 26, avenue Montaigne à Paris (1937), lui aussi Art déco.
La Société Belge Immobilière, pionnière à Bruxelles de la construction d'immeubles à appartements de luxe, fait appel aux spécialistes parisiens en la matière, Louis Duhayon et Marcel Julien : ils y réalisent ainsi, dans le style éclectique, le vaste immeuble occupant les no 1-2 de la place du Nouveau Marché aux Grains et les no 85-101 de la rue Antoine Dansaert et, dans le style Art déco, l'imposant immeuble connu sous le nom de « Saillant de l'Yser » situé à l'angle de la place de l'Yser, du boulevard de Dixmude et du square Sainctelette.
Louis Duhayon est également le concepteur de l’hôtel Miramar à Biarritz et des villas Baita (vers 1930) et 
Laetitia (vers 1938) à La Baule-Escoublac.

Quelques réalisations
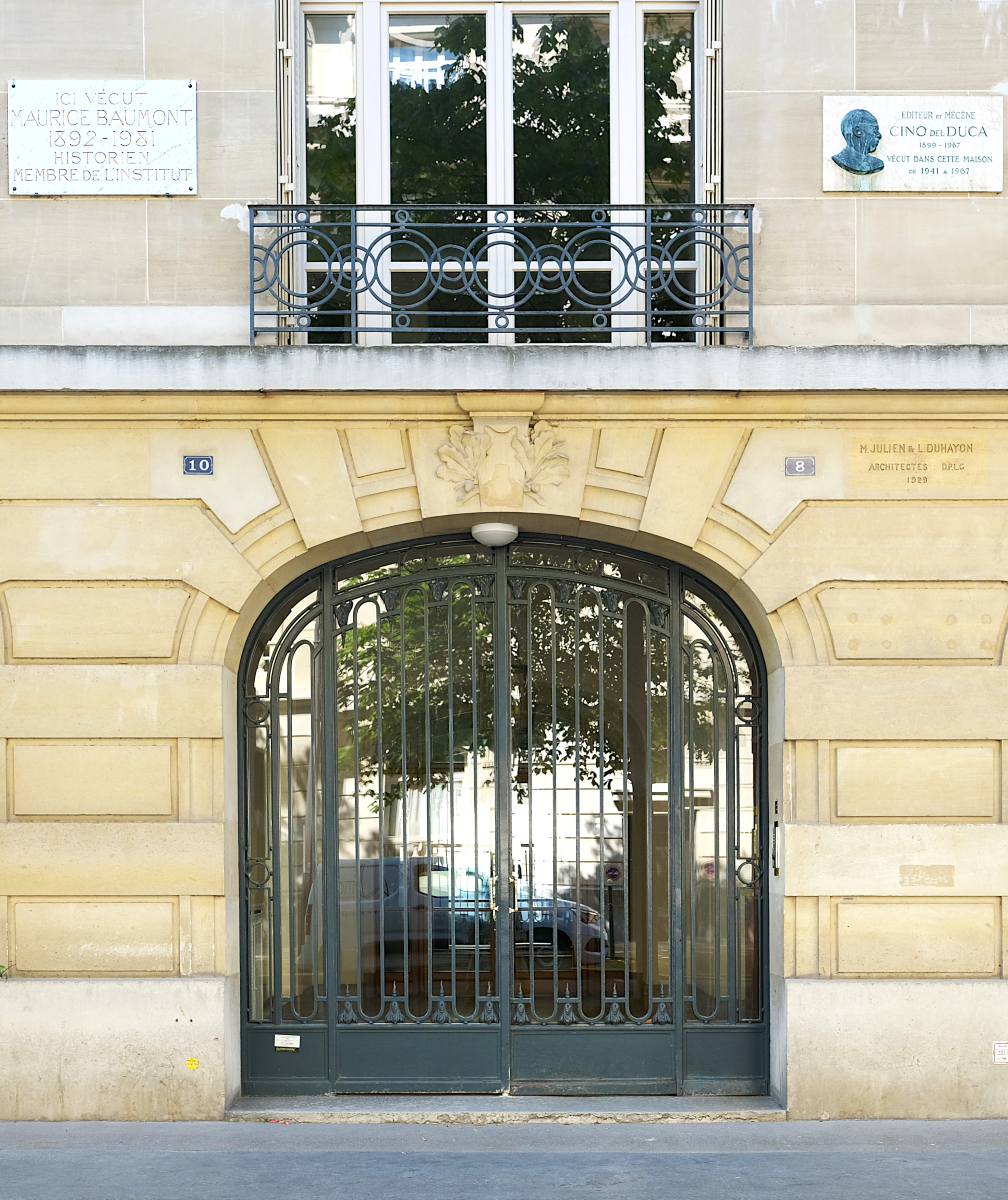
N°8-10 avenue Émile-Acollas (1929).
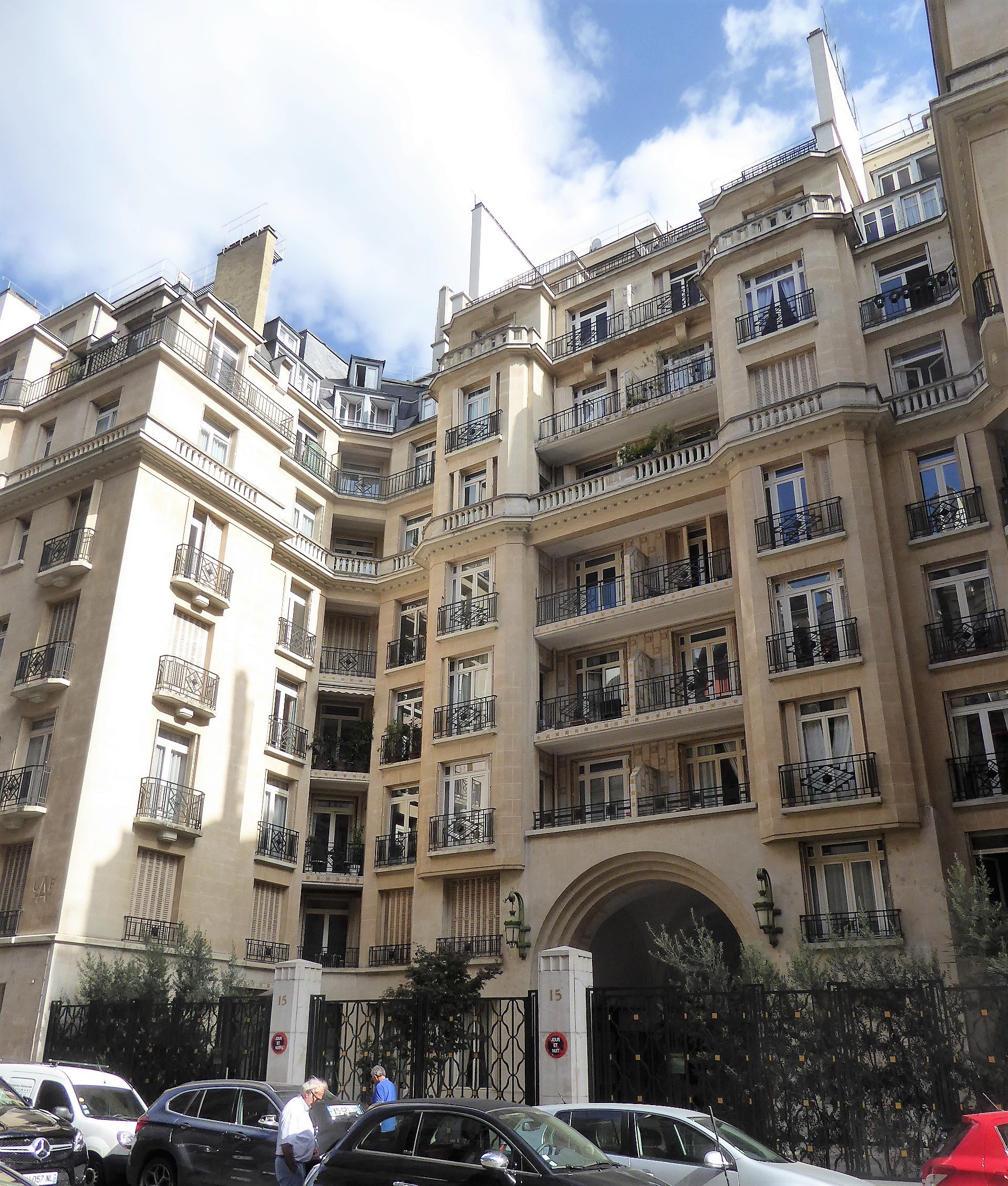
Immeubles du 15 rue Raynouard.